# 松山站 (福岡縣)

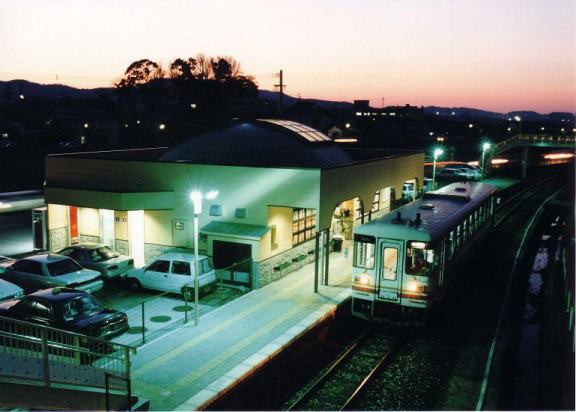
站內

松山站（日语：／ Matsuyama eki */?）是位於福岡縣田川郡糸田町大熊，平成筑豐鐵道的糸田線車站。車站編號為HC52。

## 歷史
- 1997年（平成9年）3月22日 - 車站啟用。

## 車站構造
車站是一座地面車站，設有1面1線的單式月台。此站是無人車站。此站設有愛稱「鴨之站」。

## 車站周邊
車站對出設有福岡縣道420號金田糸田田川線。在車站後設有中元寺川並設有行人天橋跨越該河川。
- 北區運動公園
- 日吉神社
- 若草學園
- 大熊橋

## 相鄰車站
平成筑豐鐵道
■糸田線
豐前大熊（HC51）－松山（HC52）－糸田（HC53）

## 注腳
1. 1 2  【ユキサキナビ】平成筑豊鉄道糸田線松山駅（田川郡糸田町大熊）（日語） 2020年12月10日參閱

## 外部連結
- 松山站 （页面存档备份，存于）（日語）（平成筑豐鐵道沿線情報網站）